# Jakub Węgierko
Jakub Ryszard Węgierko (ur. 26 stycznia 1889 w Warszawie, zm. 2 czerwca 1960 tamże) – polski profesor nauk medycznych w zakresie diabetologii, pionier w leczeniu cukrzycy, nauczyciel akademicki, pierwszy rektor Pomorskiej Akademii Medycznej w Szczecinie (1948-1950)

## Życiorys
Jakub Węgierko urodził się w rodzinie Mieczysława (ogrodnika cmentarza żydowskiego przy ulicy Okopowej) i Justyny z domu Obstblum; miał brata Aleksandra. W 1907 ukończył szkołę średnią w Warszawie. W 1908 rozpoczął studia na Wydziale Lekarskim Uniwersytetu w Zurychu, a po dwóch latach kontynuował je na Uniwersytecie w Bernie, gdzie w 1914 otrzymał dyplom lekarza oraz stopień doktora medycyny na podstawie pracy O budowie mikroskopowej mięśnia sercowego, którą wykonał pod kierunkiem prof. Wilhelma Sahlego. 22 czerwca 1934 na Wydziale Lekarskim Uniwersytetu Warszawskiego został doktorem habilitowanym na podstawie rozprawy Badania nad wydzielaniem żółci wątrobowej. 1 listopada 1944 przewodniczący Krajowej Rady Narodowej Bolesław Bierut mianował go profesorem nadzwyczajnym. 30 sierpnia 1947 otrzymał tytuł naukowy profesora zwyczajnego. 
Od 1911 był mężem Stefanii Piwowarow (1891–1955), lekarki, okulistki. Ich syn Aleksander (ur. 1915) zginął w czasie II wojny światowej. 
Jakub Węgierko zmarł w Warszawie na zawał mięśnia sercowego. Spoczął obok żony na Cmentarzu Wojskowym na Powązkach (kw. A22-1-25).

## Okres I wojny światowej
W 1914 po wybuchu I wojny światowej został powołany jako lekarz do armii rosyjskiej. W 1917 wstąpił ochotniczo do Wojska Polskiego, był lekarzem Szpitala Polowego 3 Dywizji Legionów, następnie Szpitala Epidemicznego we Lwowie, a później komendantem Szpitala Zapasowego w Jaworowie pod Lwowem i Sanatorium Wojskowego w Szkle pod Lwowem. W 1921 odszedł z wojska w stopniu kapitana.

## Okres międzywojenny
Od 1921 pracował w I Klinice Chorób Wewnętrznych w Warszawie, początkowo jako asystent, a od 1924 jako starszy asystent u profesora Władysława Antoniego Gluzińskiego. Od 1925 pracował jako starszy asystent u profesora Witolda Orłowskiego w II Klinice Chorób Wewnętrznych w Warszawie. W latach 1935-1939 był ordynatorem oddziału obserwacyjnego Szpitala Zakaźnego św. Stanisława w Warszawie. W 1935 prowadził także wykłady z diagnostyki i terapii chorób zakaźnych na Wydziale Lekarskim Uniwersytetu Warszawskiego. Od 1934 był redaktorem miesięcznika „Prasa Lekarska”, a później redaktorem naczelnym „Polskiego Archiwum Medycyny Wewnętrznej”.

## Okres II wojny światowej

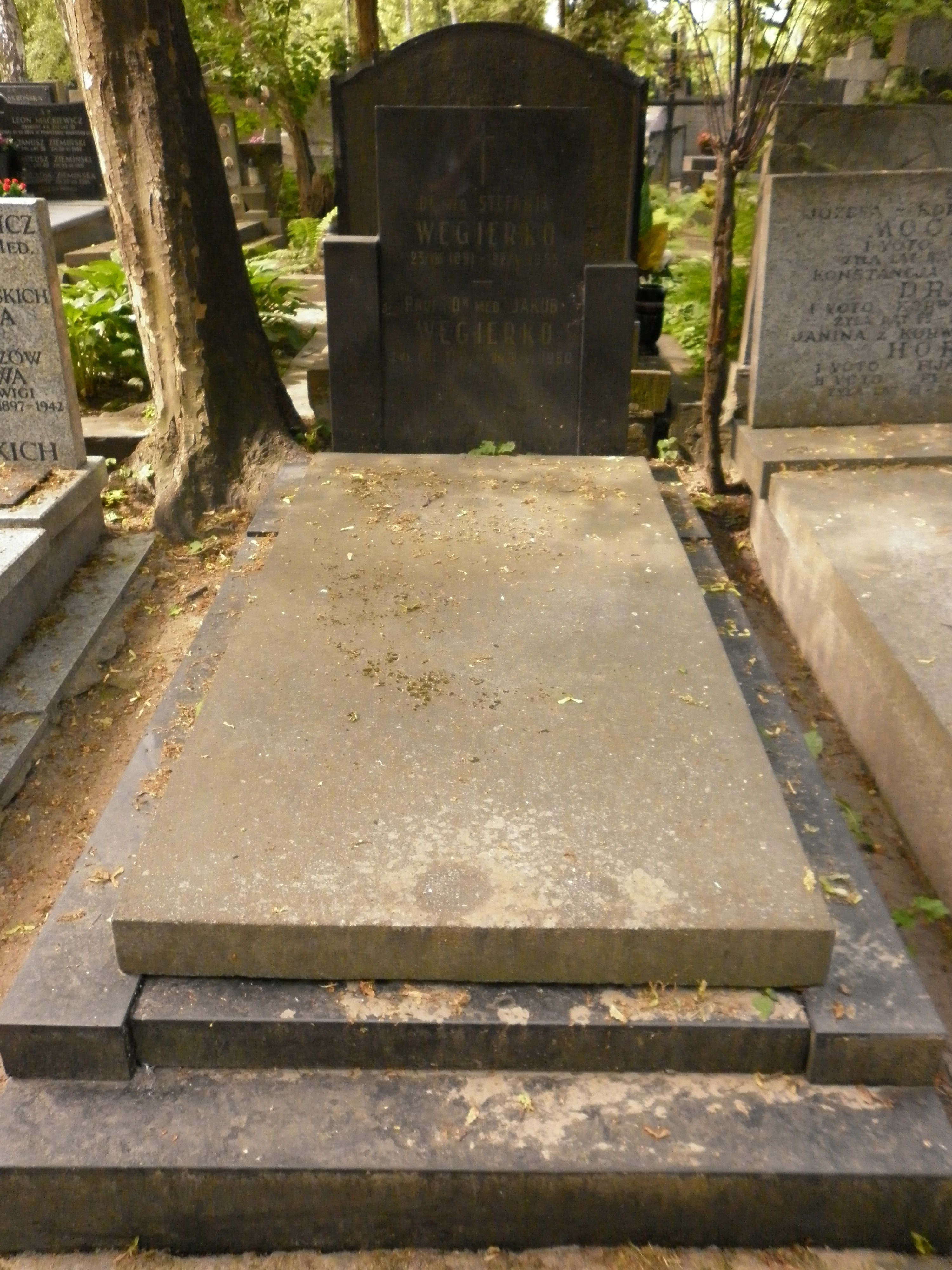
Grób Jakuba i Stefanii Węgierko na cmentarzu Wojskowym na Powązkach w Warszawie

Po wybuchu II wojny światowej, w listopadzie 1939 opuścił Warszawę i wyjechał do Lwowa, gdzie został konsultantem szpitala przy ulicy Kurkowej. Od maja 1940 do czerwca 1941 pełnił funkcję konsultanta i kierownika Kliniki Instytutu Badawczego w Morszynie k. Lwowa. Następnie wyjechał do Ufy, stolicy Baszkirii, gdzie pracował jako kierownik oddziału chorób zakaźnych i wewnętrznych. Później podjął pracę w miasteczku Yangiyoʻl pod Taszkentem, w Uzbekistanie. W 1942 jako kapitan lekarz wstąpił do formującej się Armii Andersa. Wraz z nią przebywał m.in. w Iranie. W maju 1943, po zwolnieniu się z wojska, rozpoczął pracę w Teheranie jako konsultant oddziału chorób wewnętrznych w szpitalu Polskiej Delegatury Ministerstwa Pomocy i Opieki Społecznej rządu w Londynie. Po likwidacji szpitala w sierpniu 1944 wrócił do Polski.

## Okres powojenny
14 października 1944 przyjechał do Lublina. Tam przystąpił do organizowania II Kliniki Chorób Wewnętrznych Wydziału Lekarskiego Uniwersytetu Marii Curie-Skłodowskiej i został dyrektorem II Kliniki Patologii i Terapii Szczegółowej Chorób Wewnętrznych. Był także członkiem Komisji Ochrony Zdrowia przy Wojewódzkim Wydziale Zdrowia w Lublinie oraz Lubelskiego Towarzystwa Lekarskiego. We wrześniu 1947 został wybrany do Rady Okręgowej Izby Lekarskiej, w której zasiadał do 1948. W latach 1947-1950 był wiceprezesem Naczelnej Izby Lekarskiej w Warszawie. 
1 lipca 1948 został powołany na stanowisko pierwszego rektora nowo powstającej Akademii Lekarskiej w Szczecinie. Tam zorganizował Klinikę Chorób Wewnętrznych i został jej kierownikiem. 
W 1950 z powrotem przeniósł się do Warszawy, gdzie objął kierownictwo III Kliniki Chorób Wewnętrznych oraz funkcję prorektora Akademii Medycznej. W latach 1953–1955 był członkiem Rady Naukowej przy Ministrze Zdrowia. W latach 1951–1953 i 1955–1957 pełnił funkcję prezesa Towarzystwa Internistów Polskich. Od 1955 wraz z Józefem Grottem był członkiem założycielem Sekcji Diabetologicznej Towarzystwa Internistów Polskich – obecnego Polskiego Towarzystwa Diabetologicznego.

## Praca naukowa
Jakub Węgierko był twórcą szkoły diabetologicznej, jako pierwszy na świecie w 1926 zastosował u chorych na cukrzycę ze skłonnością do kwasicy insulinoterapię z dietą pełnokaloryczną i bogatą w cukry, lecz z ograniczeniem białek i tłuszczów. W 1932 opisał przypadek hipoglikemii samoistnej, a w 1935 wprowadził poinsulinowe lekkie stany hipoglikemiczne (PLSH) do leczenia dychawicy oskrzelowej. Stworzył naukę o poinsulinowych stanach hipoglikemicznych i hormonalnym leczeniu stanów uczuleniowych i zapalnych. W 1956 opisał w cukrzycy tzw. trzecią śpiączkę bez zakwaszenia ketonowego; prowadził badania nad preparatem przeciwcukrzycowym stosowanym doustnie. Opracował własną metodę określania chwiejności koloidowej osocza krwi. Opublikował ponad 100 prac naukowych. Wśród jego uczniów byli: prof. Marek Eisner, doc. Mroziński, doc. A. Kopyłow. 

## Wybrane publikacje
- Kwasica cukrzycowa i jej leczenie. 1927
- Najważniejsze zasady leczenia dietetycznego. 1934
- O cukrzycy i jej leczeniu. 1934
- Podstawy kardiologii. 1951
- Typowy zespół objawów klinicznych u chorych na cukrzycę ze śpiączką bez zakwaszenia ketonowego. 1956
- Cukrzyca. 1954

## Ordery i odznaczenia
- Krzyż Komandorski Orderu Odrodzenia Polski (22 lipca 1949)[8]
- Krzyż Oficerski Orderu Odrodzenia Polski (8 sierpnia 1946)[9]
- Medal 10-lecia Polski Ludowej (13 stycznia 1955)[10]

## Nagrody
- Nagroda Państwowa II stopnia za prace badawcze, doświadczalne i kliniczne nad cukrzycą (1952)[11]